# Episodi di Saranno famosi (quarta stagione)
Questa voce contiene trame, dettagli e crediti dei registi e degli sceneggiatori della quarta stagione della serie televisiva Saranno famosi
Negli Stati Uniti, la serie fu trasmessa dalla NBC dal 29 settembre 1984 al 25 maggio 1985. In Italia, fu trasmessa da Rai 2 nell'agosto e nel settembre 1986.
| nº | Titolo originale                    | Titolo italiano                  | Prima TV USA      | Prima TV Italia   |
| -- | ----------------------------------- | -------------------------------- | ----------------- | ----------------- |
| 1  | Indian Summer                       | Amori                            | 29 settembre 1984 | 22 agosto 1986    |
| 2  | Czech-Mate                          | La compagna ceca                 | 6 ottobre 1984    | 23 agosto 1986    |
| 3  | Spontaneous Combustion              | Combustione spontanea            | 13 ottobre 1984   | 24 agosto 1986    |
| 4  | I Never Danced for My Father        | Non ho mai ballato per mio padre | 20 ottobre 1984   | 25 agosto 1986    |
| 5  | The Heart of Rock 'N' Roll          |                                  | 27 ottobre 1984   |                   |
| 6  | Blizzard                            | La bufera                        | 3 novembre 1984   | 26 agosto 1986    |
| 7  | The Monster that Devoured Las Vegas | Il mostro che divorò Las Vegas   | 10 novembre 1984  | 27 agosto 1986    |
| 8  | The Return of Doctor Scorpio        | Il ritorno del Dottor Scorpio    | 17 novembre 1984  | 28 agosto 1986    |
| 9  | The Ballad of Ray Claxton           | La ballata di Ray Claxton        | 24 novembre 1984  | 29 agosto 1986    |
| 10 | Nothing Personal                    | Niente di personale              | 1º dicembre 1984  | 30 agosto 1986    |
| 11 | The Rivalry                         | Rivalità                         | 15 dicembre 1984  | 31 agosto 1986    |
| 12 | Dreams                              | Sogni                            | 5 gennaio 1985    | 1º settembre 1986 |
| 13 | Tomorrow's Children of the Sixties  | I ragazzi di domani              | 12 gennaio 1985   | 2 settembre 1986  |
| 14 | The Heart of Rock 'N' Roll II       |                                  | 26 gennaio 1985   |                   |
| 15 | Take My Wife... Please              | Si prenda mia moglie... prego    | 2 febbraio 1985   | 3 settembre 1986  |
| 16 | Parent's Week                       | La settimana del genitore        | 9 febbraio 1985   | 4 settembre 1986  |
| 17 | Danny De Bergerac                   | Danny De Bergerac                | 16 febbraio 1985  | 5 settembre 1986  |
| 18 | Team Work                           | Un duo d'eccezione               | 23 febbraio 1985  | 6 settembre 1986  |
| 19 | Coco Returns                        | Chi si rivede!                   | 2 marzo 1985      | 7 settembre 1986  |
| 20 | Wishes                              | Desideri                         | 30 marzo 1985     | 8 settembre 1986  |
| 21 | Who's Afraid of the Big Bad Wolf?   | Chi ha paura del lupo cattivo?   | 6 aprile 1985     | 9 settembre 1986  |
| 22 | Reflections                         | Anoressia                        | 4 maggio 1985     | 10 settembre 1986 |
| 23 | Who Am I, Really?                   | Chi sono io, in realtà?          | 11 maggio 1985    | 11 settembre 1986 |
| 24 | The Ol' Ball Game                   | Il vecchio gioco della palla     | 18 maggio 1985    | 12 settembre 1986 |
| 25 | School is Out                       | La scuola è finita               | 25 maggio 1985    |                   |